# 马蒂亚·德斯特罗
马蒂亚·德斯特罗（義大利語：Mattia Destro，義大利語發音：[matˈtia ˈdɛstro]，1991年3月20日—），意大利足球运动员，出生于阿斯科利皮切诺，司职前锋位置，有小之称。是国际米兰青训系统培养出的球员，现效力于意乙球会雷焦安纳。

## 俱乐部生涯

### 国际米兰
德斯特罗出生于意大利中部城市阿斯科利皮切诺，年幼的时候被家乡球会阿斯科利发掘进入了青训营，之后国际米兰宣布收购这名新星。虽然身高不算高大但是德斯特罗有着出色的护球能力，身体在同龄人里十分强壮，被誉为“小维耶里”。

### 热那亚
2010年初因为国际米兰主力中后卫沃尔特·萨穆埃尔受重伤赛季提前报销所以国际米兰盯上了表现出色的热那亚后卫安德雷亚·拉诺基亚，之前国际米兰已经收购了其一半所有权（外加德斯特罗租借给热那亚一个赛季），但为了得到他的另一半所有权最终国际米兰花费了1200万欧元外加德斯特罗全部所有权的代价才得到了拉诺基亚。

### 锡耶纳
2011-2012赛季德斯特罗的一半所有权被卖给了另一家意甲球会锡耶纳，在锡耶纳德斯特罗表现出色，成为了球队的第三号射手。

### 热那亚
2012年夏天热那亚在竞标中拿下了德斯特罗，之后卖给罗马，罗马花费了1100万欧元（其中现金为850万，外加两名年轻球员的共有权），赛季后最高可追加450万欧元。